# Уладаева, Цыремжэ Уладаевна
Цыремжэ́ Улада́евна Улада́ева (бур. Уладайн Сэрэмжээ) (1932―1999) ― советская бурятская театральная актриса, Заслуженная артистка Бурятской АССР (1973), Народная артистка Бурятской АССР (1975), Заслуженная артистка Российской Федерации (1994), актриса  Бурятского государственного академического театра драмы им. Х. Намсараева с 1952 года.

## Биография
Родилась 17 декабря 1932 года в селе Загустай Кижингинского района Бурят-Монгольской АССР, РСФСР. 
В 1941 году Цыремжэ пошла учиться в Чесанскую школу. Окончив её с 1949 по 1952 год она работала в Загустайском медицинском пункте.
В начале 1950-х годов передвижной Бурятский театр остро нуждался в молодых артистах, поэтому главный режиссёр этого театра Цырен Шагжин ездил по Бурятии, просматривая спектакли и концерты колхозной художественной самодеятельности. В 1952 году он нашёл в Кижингинском районе певунью Цыремжэ со звонким и красивым сопрано. Одарённая талантом участница была приглашена в театр, и уже в сентябре 1952 года Уладаева была официально принята на работу артисткой Бурятского театра драмы. Без специального образования, но щедро наделённая от природы яркой самобытностью, девятнадцатилетняя девушка встала на путь профессионального искусства. Позже она закончила театральную студию режиссёра Народного артиста РСФСР Фёдора Сахирова.
В совершенстве зная язык, обычаи и традиции, фольклор бурятского народа, Уладаева сразу заняла ведущее место в труппе. Её самой первой ролью на профессиональной сцене была Смеральдина в спектакле «Слуга двух господ» Карло Гольдони.
В театральных ролях ей особенно близки были образы простых девушек из народа, отстаивающих свое право на счастье. Среди тех самых первых ролей особо выделялись по своей психологической глубине и по мастерству исполнения роли Сэсэгмы в одноимённом спектакле по пьесе Жамсо Тумунова в 1956 году, Тунгалаг в «Далан худалч» Ч. Ойдоба (1965), Лизанька в «Горе от ума» Александра Грибоедова (1957). 
Создала поэтический образ «бурятской Джульетты» Соёлмы в романтической трагедии «Соёлмаа, Баташулуун» Народного артиста РСФСР 
и драматурга Чойжи-Нимы Генинова в 1963 году. Роль Гэрэл в спектакле «Будамшуу», поставленный в 1954 году по пьесе Цырена Галзутовича Шагжина, стала одной из самых ярких в сценической жизни актрисы. Сам же спектакль по праву считается одним из лучших во всей истории бурятского театра. Впервые поставленный на сцене самим автором, к тому же исполнившим в спектакле главную роль, «Будамшуу» на долгие десятилетия утвердился в репертуаре театра, даже состоялся его юбилейный 1000-й показ.  

Наряду с поэтичным образом Ц. Уладаева создала народный идеал женщины, привлекающей своей естественностью и непосредственностью. Юная пастушка Гэрэл даже в самые драматичные моменты скупа на внешнее проявление чувств, скромна до застенчивости, почтительна со старшими. Но это не означает, что она внутренне слаба и беспомощна. Всю нежность чувств и силу характера её героиня изливала в песнях, которые порой могли выразить больше, чем сам текст роли. Такая слитность драматической игры с пением идёт от природы народной исполнительской традиции, где пение и слово, пение и действие составляли нераздельное целое.
Образами героинь Соёлмы, Гэрэл и Сэсэгмы актриса утверждала национальный женский характер в его лучших проявлениях.— 
Уладаева была невысокого роста, хрупкого телосложения, озорная, что позволяло ей особенно хорошо исполнять роли детей: Сашка в «Барабанщице» Афанасия Салынского, Жиган в «Р.В.С.» Аркадия Гайдара, девчонка Рыгзема в «Ровесниках» Батомунко Пурбуева. А исполнение комических ролей позволило актрисе стать истинно народной. Среди последних ролей актрисы наиболее значительна роль Авдотьи в трагикомическом спектакле Фарида Булякова «Выходили бабки замуж».
Цыремжэ Уладаева вошла в историю бурятско искусства не только как драматическая актриса, но и как прекрасная певица. Она одинаково хорошо исполняла русские и бурятские народные песни, песни монгольских и советских композиторов. В фондах Бурятской телерадиокомпании хранятся записи песен, вошедшие в золотой фонд национальной музыкальной культуры, которые иногда звучат в программе «Баян талын аялга» в её исполнении. Люди старшего и среднего поколения Бурятии помнят прекрасный дуэт Соднома Дашеевича Будажапова и Цыремжэ Уладаевой, и до сих пор любят их песню «Эхэ тухай дуун». Недаром народ называл её бурятским соловьём.
Была участницей Второй декады бурятской литературы и искусства в Москве в 1959 году. Принимала участие в гастролях театра в Москве в 1969 и 1976 годах, а также в Калмыцкой АССР. Вместе с театром выезжала на гастроли в Монголию в 1965, 1972, 1978 годах.
За большой вклад в развитие бурятского театрального искусства Цыремжэ Уладаевна Уладаева была удостоена почётных званий «Заслуженная артистка Бурятской АССР» в 1973, «Народная артистка Бурятской АССР» в 1975 году и «Заслуженная артистка Российской Федерации» в 1994 году. Награждена медалью «За трудовое отличие» (1960).
Ушла из жизни 14 декабря 1999 года в Улан-Удэ, посвятив 47 лет родному бурятскому театру.